# Індрек Зелінський
Індрек Зелінський (ест. Indrek Zelinski; нар. 13 листопада 1974, Пярну, Естонська РСР) — естонський футболіст та тренер, нападник. Виступав за збірну Естонії.

## Ранні роки
Народився в Пярну. Розпочав займатися футболом у 1985 році в молодіжній команді свого рідного клубу «Пярну» (Калев) під керівництвом тренера Марта Сігура.

## Клубна кар'єра

### «Флора»
Грав у футбол на дорослому рівні з 1991 року: спочатку за скромні клуби нижчих дивізіонів Естонії з рідного Пярну («Калью», КЕК та «Калев»), але в 1993 році став гравцем «Флори». У сезоні 1993/94 років грав нерегулярно, але відзначився хет-триком у матчі плей-оф за чемпіонство проти «Норми», завдяки чому завоював свій перший трофей. Свої перші сезони на контракті у «Флорі» провів, здебільшого виступаючи в оренді за команди «Лелле», «Тервіс» та «Курессааре». В основі столичного клубу почав грати в сезоні 1995/96 років. У сезоні 1997/98 років виграв у складі «Флори» свій другий чемпіонський титул, а в 1998 році — третій. 
29 липня 1999 року «Флора» домовилася з англійським «Блекпулом» щодо трансферу Індрека, але перехід не відбувся через проблеми з отриманням дозволу на роботу у Великій Британії.

#### Оренда в «Лахті»
2 грудня 1999 року уклав орендний договір з представником фінської Вейккаусліги фінському «Лахті». У команді виступав разом із співвітчизником Марко Крісталом. У жовтні 2000 року, по завершенні орендної угоди, повернувся до «Флори».

### «Ольборг»
17 липня 2001 року відправився в оренду до 9 грудня 2001 року за 1,3 мільйона крон до представника датської Суперліги «Ольборга». А вже 4 серпня 2001 року відбувся повноцінний перехід до данського клубу за 4 мільйони крон. За іншими даними «Флора» отримала близько 15 мільйонів естонських крон. Протягом двох сезонів також виступав у парі зі своїм співвітчизником — нападником Андресом Опером, а за підсумками 2001 року визнаний найкращим футболістом Естонії. У сезоні 2001/02 років відзначився 13-ма голами, завдяки чому став найкращим бомбардиром клубу в чемпіонаті країни. Незважаючи на це новий головний тренер «Ольборга» Пол Ерік Андреасен вирішив відмовитися від послуг естонського нападника, який тепер змушений був шукати собі нову команду.
У 2003 році відправлений в оренду в шведську «Ландскруну», а потім в датський «Фрем».

### «Левадія»
У січні 2005 року повернувся до Естонії, де вільним агентом підписав 2-річний контракт з «Левадією», останнім клубом у професіональній кар'єрі. Ставав найкращим бомбардиром «Левадії» в чемпіонаті протягом трьох сезонів поспіль з 2005 по 2007 рік, виграв чотири поспіль Мейстріліги (2006, 2007, 2008 і 2009 роках) та два національні кубки. У серпні 2009 року оголосив, що майже напевно піде з професіонального футболу наприкінці сезону. Свій останній матч у Мейстрілізі зіграв 10 листопада 2009 року проти «Пайде», де був вилучений наприкінці першого тайму. У 2010-2012 роках Індрек виступав у нижчих лігах Естонії за «Есті Кондіс» - ветеранську збірну країни, а потім виступав за клуб «Ретро».

## Кар'єра в збірній
У складі збірної Естонії дебютував 7 травня 1994 року в програному (0:4) товариському матчі проти США. 13 листопада 1996 року, у свій день народження, забив свій перший м'яч за збірну, в переможному (6:1) товариському матчі вразив ворота Андорри, а вже 16 листопада оформив хет-трик у товариському матчі з Індонезією.
Найбільш пам'ятним вважав м'яч, який Зелінський забив 2 червня 2001 року у кваліфікаційному матчі чемпіонату світу 2002 року проти Нідерландів, тим самим вивів свою команду вперед на 76-й хвилині (2:1), однак у підсумку перемогли голландці (2:4).У 2001 році визнаний найкращим футболістом року в Естонії, тричі вигравав нагороду «Срібний м’яч» Естонії — у 2000, 2003 та 2007 роках.
У 2005 році оголосив про завершення своєї кар'єри у збірній, однак у серпні 2007 року головний тренер естонців Вігго Єнсен викликав його на відбірковий матч чемпіонату Європи 2008 проти Андорри, де удар Зелінського на другій доданій хвилині виявився вирішальним (2:1). Святкуючи гол, ві зняв із себе футболку, бажаючи ще більше завести вболівальників, за що отримав другу для себе жовту картку в матчі та отримав вилучення.
21 травня 2010 року відбувся прощальний матч у складі збірної: він вивів команду як капітана на товариську гру зі збірною Фінляндії та був замінений на 17-й хвилині. Загалом у 103 матчах за збірну відзначився 27 разів, другий бомбардир в історії команди після Андреса Опера із 38 голами.

## На керівних посадах
У грудні 2009 року Індрек Зелінський обійняв посаду керівника проектів фінансового відділу Естонського футбольного союзу. 1 березня 2011 року очолив юнацьку команду «Левадії», починаючи з сезону 2012 року працював помічником головного тренера першої команди клубу Марко Крістала. У листопаді 2017 року очолив клуб "Вапрус" (Пярну).
Має тренерську ліцензію УЄФА категорії A.

## Особисте життя
В Індрека є донька Йоганна-Ліза (2000 р.н.) від його дівчини Сігріт Ярвамягі, яка є дворазовою переможницею Кубка Естонії у складі жіночої команди «Флора».

## Статистика виступів

### Клубна
| Клуб                      | Сезон             | Ліга                     | Ліга  | Ліга | Кубок | Кубок | Кубок ліги | Кубок ліги | Єврокубки | Єврокубки | Інші  | Інші | Total | Total |
| Клуб                      | Сезон             | Дивізіон                 | Матчі | Голи | Матчі | Голи  | Матчі      | Голи       | Матчі     | Голи      | Матчі | Голи | Матчі | Голи  |
| ------------------------- | ----------------- | ------------------------ | ----- | ---- | ----- | ----- | ---------- | ---------- | --------- | --------- | ----- | ---- | ----- | ----- |
| «Сінді» (Калью)           | 1991              | чемпіонат Естонської РСР |       |      |       |       | —          | —          | —         | —         |       |      |       |       |
| КЕК (Пярну)               | 1992              | Есілііга                 |       |      |       |       | —          | —          | —         | —         |       |      |       |       |
| «Пярну» (Калев)           | 1992–93           | II ліга                  |       |      |       |       | —          | —          | —         | —         |       |      |       |       |
| «Флора»                   | 1993–94           | Мейстріліга              | 10    | 6    |       |       | —          | —          | —         | —         | 1     | 3    | 11    | 9     |
| «Флора»                   | 1994–95           | Мейстріліга              | 3     | 0    |       |       | —          | —          | 1         | 0         | 0     | 0    | 4     | 0     |
| «Флора»                   | 1995–96           | Мейстріліга              | 9     | 1    |       |       | —          | —          | 0         | 0         | 3     | 0    | 12    | 1     |
| «Флора»                   | 1996–97           | Мейстріліга              | 22    | 5    |       |       | —          | —          | 2         | 0         | 0     | 0    | 24    | 5     |
| «Флора»                   | 1997–98           | Мейстріліга              | 21    | 13   | 1     | 1     | —          | —          | 1         | 0         | 0     | 0    | 23    | 14    |
| «Флора»                   | 1998              | Мейстріліга              | 12    | 10   |       |       | —          | —          | 2         | 1         | 1     | 0    | 15    | 11    |
| «Флора»                   | 1999              | Мейстріліга              | 26    | 14   |       |       | —          | —          | 2         | 0         | 0     | 0    | 28    | 14    |
| «Флора»                   | 2001              | Мейстріліга              | 12    | 13   |       |       | —          | —          | 0         | 0         | 0     | 0    | 12    | 13    |
| «Флора»                   | Загалом           | Загалом                  | 115   | 62   | 1     | 1     | —          | —          | 8         | 1         | 5     | 3    | 129   | 67    |
| «Лелле» (оренда)          | 1993–94           | II ліга                  |       |      |       |       | —          | —          | —         | —         |       |      |       |       |
| «Лелле» (оренда)          | 1994–95           | Есілііга                 |       |      |       |       | —          | —          | —         | —         |       |      |       |       |
| «Лелле» (оренда)          | Загалом           | Загалом                  |       |      |       |       | —          | —          | —         | —         |       |      |       |       |
| «Тервіс» (Пярну) (оренда) | 1994–95           | Есілііга                 |       |      |       |       | —          | —          | —         | —         |       |      |       |       |
| «Тервіс» (Пярну) (оренда) | 1995–96           | Мейстріліга              | 10    | 0    |       |       | —          | —          | —         | —         | 0     | 0    | 10    | 0     |
| «Тервіс» (Пярну) (оренда) | Загалом           | Загалом                  | 10    | 0    |       |       | —          | —          | —         | —         | 0     | 0    | 10    | 0     |
| «Курессааре» (оренда)     | 1999              | Есілііга                 | 1     | 0    |       |       | —          | —          | —         | —         | 0     | 0    | 1     | 0     |
| «Лахті» (оренда)          | 2000              | Вейккаусліга             | 22    | 5    |       |       |            |            | —         | —         | 0     | 0    | 22    | 5     |
| «Ольборг»                 | 2001–02           | Суперліга Данії          | 31    | 13   |       |       | —          | —          | —         | —         |       |      | 31    | 13    |
| «Ольборг»                 | 2002–03           | Суперліга Данії          | 4     | 0    |       |       | —          | —          | —         | —         |       |      | 4     | 0     |
| «Ольборг»                 | Загалом           | Загалом                  | 35    | 13   |       |       | —          | —          | —         | —         |       |      | 35    | 13    |
| «Ландскруна» (оренда)     | 2003              | Аллсвенскан              | 13    | 1    |       |       | —          | —          | —         | —         |       |      | 13    | 1     |
| «Фрем» (оренда)           | 2003–04           | Суперліга Данії          | 9     | 0    |       |       | —          | —          | —         | —         |       |      | 9     | 0     |
| «Фрем» (оренда)           | 2004–05           | Перший дивізіон          | 8     | 6    |       |       | —          | —          | —         | —         |       |      | 8     | 6     |
| «Фрем» (оренда)           | Загалом           | Загалом                  | 17    | 6    |       |       | —          | —          | —         | —         |       |      | 17    | 6     |
| «Левадія»                 | 2005              | Мейстріліга              | 29    | 18   |       |       | —          | —          | 1         | 0         | 1     | 0    | 31    | 18    |
| «Левадія»                 | 2006              | Мейстріліга              | 32    | 21   |       |       | —          | —          | 2         | 1         | 0     | 0    | 34    | 22    |
| «Левадія»                 | 2007              | Мейстріліга              | 31    | 23   |       |       | —          | —          | 4         | 0         | 8     | 2    | 43    | 25    |
| «Левадія»                 | 2008              | Мейстріліга              | 33    | 15   |       |       | —          | —          | 2         | 0         | 7     | 0    | 42    | 15    |
| «Левадія»                 | 2009              | Мейстріліга              | 26    | 7    | 4     | 2     | —          | —          | 6         | 0         | 4     | 1    | 40    | 10    |
| «Левадія»                 | Загалом           | Загалом                  | 151   | 84   | 4     | 2     | —          | —          | 15        | 1         | 20    | 3    | 190   | 90    |
| «Левадія-2»               | 2009              | Есілііга                 | 3     | 7    | 0     | 0     | —          | —          | —         | —         | —     | —    | 3     | 7     |
| Усього за кар'єру         | Усього за кар'єру | Усього за кар'єру        | 367   | 178  | 5     | 3     |            |            | 23        | 2         | 25    | 6    | 420   | 189   |

1. ↑  У тому числі й матчі плей-оф за перемогу в Мейстріліги, Кубок Співдружності, Суперкубок Естонії, Балтійської ліги та Кубок Лівонії

### У збірній

#### По роках
| Національна збірна | Рік     | Матчі | Голи |
| ------------------ | ------- | ----- | ---- |
| Естонія            |         |       |      |
| 1994               | 3       | 0     |      |
| 1995               | 3       | 0     |      |
| 1996               | 10      | 4     |      |
| 1997               | 14      | 3     |      |
| 1998               | 13      | 3     |      |
| 1999               | 12      | 3     |      |
| 2000               | 11      | 3     |      |
| 2001               | 12      | 4     |      |
| 2002               | 10      | 3     |      |
| 2003               | 11      | 3     |      |
| 2004               | 1       | 0     |      |
| 2005               | 1       | 0     |      |
| 2007               | 1       | 1     |      |
| 2010               | 1       | 0     |      |
| Загалом            | Загалом | 103   | 27   |

#### Забиті м'ячі
| №  | Дата              | Місце                                       | Номер | Суперник          | Рахунок | Результат | Змагання                            |
| -- | ----------------- | ------------------------------------------- | ----- | ----------------- | ------- | --------- | ----------------------------------- |
| 1  | 13 листопада 1996 | Комуналь, Андорра-ла-Велья, Андорра         | 15    | Андорра           | 1–0     | 6–1       | Товариський матч                    |
| 2  | 16 листопада 1996 | Джузеппе Ольмо, Челле-Лігуре, Італія        | 16    | Індонезія         | 1–0     | 3–0       | Товариський матч                    |
| 3  | 16 листопада 1996 | Джузеппе Ольмо, Челле-Лігуре, Італія        | 16    | Індонезія         | 2–0     | 3–0       | Товариський матч                    |
| 4  | 16 листопада 1996 | Джузеппе Ольмо, Челле-Лігуре, Італія        | 16    | Індонезія         | 3–0     | 3–0       | Товариський матч                    |
| 5  | 1 березня 1997    | Антоніс Пападопулос, Ларнака, Кіпр          | 19    | Азербайджан       | 2–0     | 2–0       | Товариський матч                    |
| 6  | 18 травня 1997    | Кадріорг, Таллінн, Естонія                  | 21    | Латвія            | 1–0     | 1–3       | кваліфікація чемпіонату світу 1998  |
| 7  | 22 червня 1997    | Курессааре Ліннастадіон, Курессааре, Есонія | 24    | Андорра           | 1–0     | 4–1       | Товариський матч                    |
| 8  | 22 червня 1998    | Курессааре Ліннастадіон, Курессааре, Есонія | 34    | Андорра           | 1–0     | 2–1       | Товариський матч                    |
| 9  | 20 вересня 1998   | Кадріорг, Таллінн, Естонія                  | 39    | Єгипет            | 2–0     | 2–2       | Товариський матч                    |
| 10 | 21 листопада 1998 | Міський стадіон, Абовян, Вірменія           | 43    | Вірменія          | 1–2     | 1–2       | Товариський матч                    |
| 11 | 22 січня 1999     | Міський стадіон, Умм-аль-Фахм, Ізраїль      | 45    | Норвегія          | 2–3     | 3–3       | Товариський матч                    |
| 12 | 22 січня 1999     | Міський стадіон, Умм-аль-Фахм, Ізраїль      | 45    | Норвегія          | 3–3     | 3–3       | Товариський матч                    |
| 13 | 16 березня 1999   | ГЗС, Ларнака, Кіпр                          | 48    | Кіпр              | 1–0     | 2–1       | Товариський матч                    |
| 14 | 23 лютого 2000    | Раджамангала, Бангкок, Таїланд              | 56    | Фінляндія         | 1–4     | 2–4       | Кубок Короля 2000                   |
| 15 | 10 грудень 2000   | «Гонконг», Гонконг                          | 66    | Гонконг           | 1–1     | 2–1       | Товариський матч                    |
| 16 | 10 грудень 2000   | «Гонконг», Гонконг                          | 66    | Гонконг           | 2–1     | 2–1       | Товариський матч                    |
| 17 | 2 червня 2001     | А. Ле Кок Арена, Таллінн, Естонія           | 70    | Нідерланди        | 2–1     | 2–4       | кваліфікація чемпіонату світу 2002  |
| 18 | 3 липня 2001      | Сконто, Ріга, Латвія                        | 72    | Латвія            | 1–1     | 1–3       | Балтійський кубок 2001              |
| 19 | 15 серпня 2001    | А. Ле Кок Арена, Таллінн, Естонія           | 74    | Кіпр              | 1–1     | 2–2       | кваліфікація чемпіонату світу 2002  |
| 20 | 10 листопада 2001 | Нікос Гумас, Афіни, Греція                  | 77    | Греція            | 2–4     | 2–4       | Товариський матч                    |
| 21 | 14 березня 2002   | Енцо Мазотті, Монтекатіні-Терме, Італія     | 79    | Саудівська Аравія | 1–0     | 2–0       | Товариський матч                    |
| 22 | 21 травня 2002    | Сан-Марино Стедіум, Серравалле, Сан-Маринео | 82    | Сан-Марино        | 1–0     | 1–0       | Товариський матч                    |
| 23 | 12 жовтня 2002    | А. Ле Кок Арена, Таллінн, Естонія           | 86    | Нова Зеландія     | 3–2     | 3–2       | Товариський матч                    |
| 24 | 30 квітня 2003    | Комуналь д'Айшовалль, Айшовалль, Андорра    | 93    | Андорра           | 1–0     | 2–0       | кваліфікація чемпіонату Європи 2004 |
| 25 | 30 квітня 2003    | Комуналь д'Айшовалль, Айшовалль, Андорра    | 93    | Андорра           | 2–0     | 2–0       | кваліфікація чемпіонату Європи 2004 |
| 26 | 20 грудня 2003    | Султан Кабус, Маскат, Оман                  | 99    | Оман              | 1–1     | 1–3       | Товариський матч                    |
| 27 | 22 серпня 2007    | А. Ле Кок Арена, Таллінн, Естонія           | 102   | Андорра           | 2–1     | 2–1       | кваліфікація чемпіонату Європи 2008 |

## Досягнення

### Клубні
«Флора»
- Мейстріліга
  -  Чемпіон (3): 1993/94, 1997/98, 1998

- Кубок Естонії
  -  Володар (1): 1997/98

- Суперкубок Естонії
  -  Володар (1): 1998

«Левадія»
- Мейстріліга
  -  Чемпіон (4): 2006, 2007, 2008, 2009

- Кубок Естонії
  -  Володар (2): 2004/05, 2006/07

### Індивідуальні
- Футболіст року в Естонії (1): 2001
- Естонський «Срібний м'яч» (3): 2000, 2003, 2007
- Список гравців, які зіграли 100 та понад матчів за національну збірну: 2011[15]